# 児島屯倉
児島屯倉（こじま の みやけ）は、吉備国（備前国）に設置された大和朝廷の直轄地（屯倉）。

## 概要
『日本書紀』巻第十九によれば、556年、欽明天皇の時代に、蘇我大臣稲目宿禰（そが の おおおみ いなめ の すくね）らを備前（きびのみちのくち）の児嶋郡（こじまのこおり）に派遣して設置し、葛城山田直瑞子（かずらき の やまだ の あたい みつこ）を「田令」（たつかい）とした、とある。
備前国児島郡は、岡山平野の南、瀬戸内海に大きく突き出した半島の要衝であるが、平城京木簡に「備前児島郡三家郷」とある地で、半島の東北端にあたる。朝廷は、吉備国の中心部の岡山平野の心臓部に近く、なおかつ内海交通の要衝地であるこの地を重視して、屯倉を設置したものと思われる。
欽明天皇30年（569年）には、瑞子の副官として、白猪胆津（しらい いつ）が配属された。
敏達天皇12年（583年）、百済から日羅を招いた際に、一行は児島屯倉に落ち着き、ついで難波館に迎え入れられている。